# Garbage
I Garbage sono un gruppo musicale alternative rock statunitense formatosi a Madison (Wisconsin) nel 1993. È composto da Butch Vig, Steve Marker, Duke Erikson, Shirley Manson e saltuariamente anche da Daniel Shulman, tra il 1995 e il 2002. Dalla loro formazione ad oggi, hanno pubblicato sette album in studio di successo: Garbage, Version 2.0, Beautifulgarbage, Bleed Like Me, Not Your Kind of People, Strange Little Birds e No Gods No Masters, vendendo oltre 17 milioni di copie in tutto il mondo. Sin dagli esordi la band ha attinto a gruppi musicali quali R.E.M., Hüsker Dü, Violent Femmes, The Replacement.

## Storia

### La formazione (1993-1995)
Nel 1983, Butch Vig e Steve Marker fondano gli Smart Studios a Madison e il lavoro di produzione di Vig attira l'attenzione dell'etichetta Sub Pop. Vig, che fu tra i collaboratori di molti album, tra cui Nevermind dei Nirvana e Siamese Dream e Gish degli Smashing Pumpkins, decise di voler formare un nuovo gruppo musicale. Chiese quindi agli altri musicisti Marker e Duke Erikson, che suonavano negli Spooner e Firetown, di accoglierlo nella loro formazione: stanchi di usare il proprio lavoro di remix, decisero di conservare il materiale per il loro progetto.
Manson invece aveva suonato la tastiera con la rock band Goodbye Mr Mackenzie dal 1984 al 1993. Nel 1993, i membri della band, tra cui Shirley Manson, cambiarono il loro nome in Angelfish. Il nuovo gruppo pubblicò un solo album dal nome omonimo, vendendo 10 000 copie.
Il nuovo gruppo, formato dai tre ragazzi, iniziò delle registrazioni con Butch Vig alla voce. Da questo schema arrivò ben presto il desiderio di affidare la voce ad una donna. Marker guardando MTV 120 minutes vide il video degli Angelfish Suffocate Me con Manson alla voce, lo registrò su VHS e lo mostrò a Erikson e Vig. Insieme decisero di far rintracciare la cantante dalla loro manager Shannon O'Shea. Quando fu contattata, Manson, che non sapeva chi fosse Butch Vig, fu sollecitata a verificare i crediti di Nevermind, il popolare album prodotto con i Nirvana. L'8 aprile 1994, Manson incontrò Erikson, Marker e Vig per la prima volta a Londra. Più tardi quella sera a Vig arrivò la notizia del suicidio di Kurt Cobain. Manson chiese ai tre di attendere la fine del tour nordamericano in cui gli Angelfish facevano da spalla ai Live. Erikson, Marker e Vig visionarono Manson nella tappa alla Metro di Chicago e in quell'occasione Manson fu invitata a Madison per le audizioni per la band. Il provino non andò bene, ma Manson si accorse che i gusti musicali di Erikson, Marker e Vig erano molto simili ai suoi. Gli Angelfish si sciolsero alla fine del tour Live e Manson chiamò O'Shea e le chiese una nuova audizione assicurandole che stavolta "avrebbe funzionato".
Su proposta di Vig, i Garbage acquisirono il loro nome già da prima che Manson entrasse. Inizialmente erano soliti usare sonorità elettroniche (più tardi utilizzate in Vow), e si dice che per questo motivo, un giorno, uno degli ospiti nello studio di registrazione chiamò questa musica "garbage" (in italiano, "immondizia"). Ma solo più tardi fu usato questo nome, proposto da Vig, per il gruppo e per un loro album. Altro aneddoto che si dice abbia dato origine al nome fu il fatto che Butch Vig contribuì al remix dell'album Fixed dei Nine Inch Nails, che però Trent Reznor bollò come "garbage". I testi delle canzoni dei Garbage, arrabbiati e colmi di emozioni, contrastano con la loro musica fatta di sonorità pop e alternative ispirata ad artisti come Roxy Music, The Pretenders, Siouxsie and the Banshees, Curve, Cocteau Twins, Patti Smith e David Bowie.
Appena arrivata nella band, Shirley inizia a lavorare immediatamente sulle canzoni Queer e Stupid Girl. Manson mette mano a testi e melodie rivelando in seguito che alcuni testi scritti dai membri prima che lei entrasse nel gruppo erano "semplicemente merda".

### Garbage(1995-1998)
L'album Garbage fu pubblicato in Nord America il 15 agosto 1995 e debuttò alla posizione 193 della Billboard 200.
Nel Regno Unito debuttarono i singoli Subhuman, che non faceva parte dell'album, e Only Happy When It Rains che fu usato per la promozione invece di Queer. Più tardi, quando l'album di esordio fu commercializzato anche negli altri paesi, si piazzò nella "top 20" USA e nella "top 10" nel Regno Unito. I Garbage pubblicarono molti singoli di discreto successo dal 1995, ma quello che li consacrò fu Stupid Girl nel 1996. I Garbage ottennero una nomination ai BRIT Awards come Miglior nuovo gruppo e Miglior artista internazionale esordiente.
A condensare la fama del gruppo e di Shirley come sex symbol contribuiscono una serie di interviste in cui Shirley si esprime molto apertamente anche nei confronti della sua vita sessuale e sentimentale.
Nel 1996 vincono il premio Artista rivelazione dell'anno (Breakthrough Artist) agli MTV Europe Music Awards in cui si esibiscono live con il brano Milk. Nello stesso anno i Garbage appaiono sulla colonna sonora di Romeo + Juliet con la canzone #1 Crush. Il brano arriva al primo posto nella classifica alternativa Modern Rock Tracks e la band si guadagna tre nomination ai Grammy Awards come Miglior artista esordiente, Miglior canzone Rock e Miglior performance rock di un duo o un gruppo.

### Version 2.0(1998-2001)

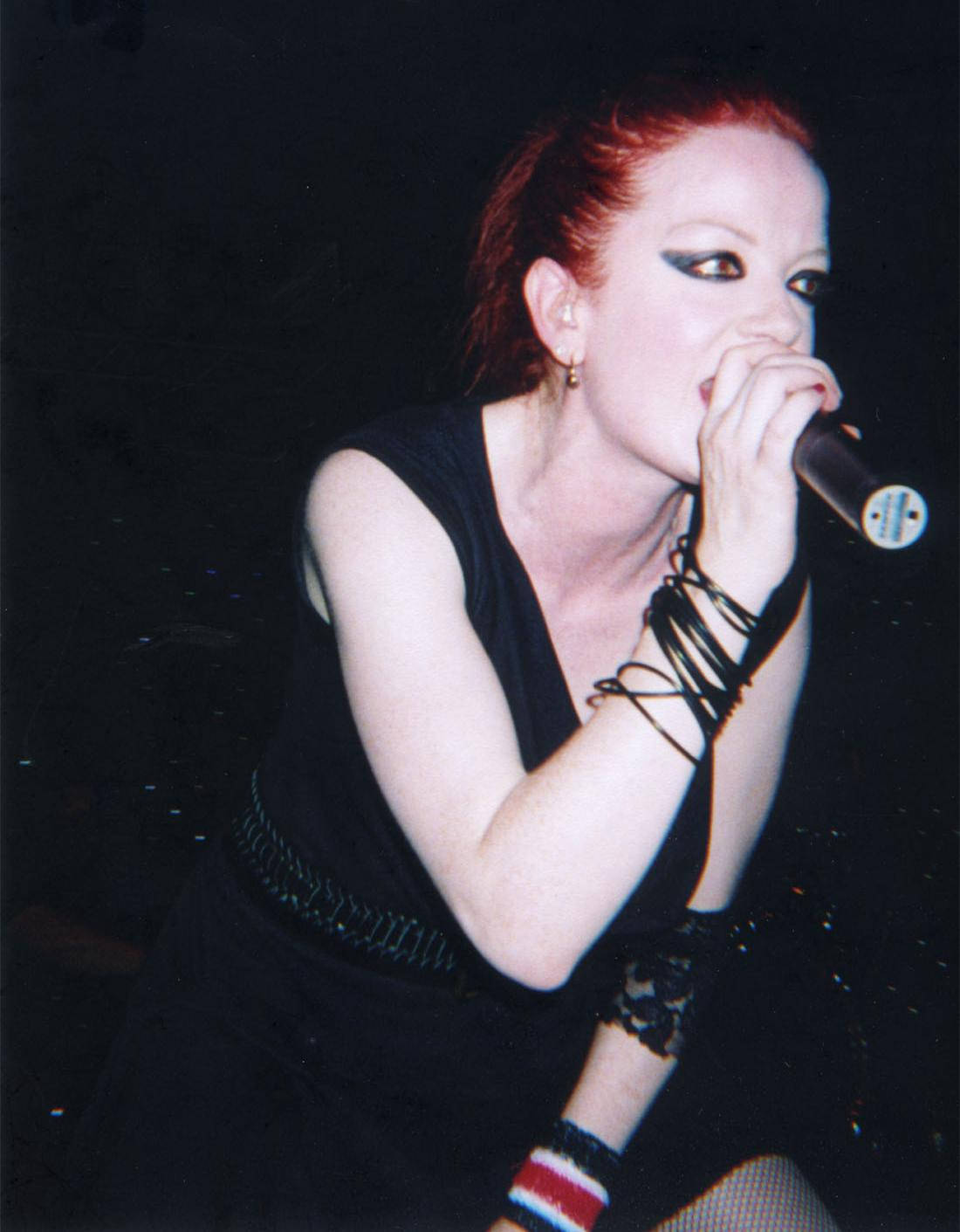
La cantante Shirley Manson in concerto con la band.

I due anni seguenti furono spesi per il successivo album, durante i quali Shirley Manson venne meglio conosciuta come una delle artiste più innovatrici della storia musicale (una delle prime a detenere un blog). Il 1º marzo 1997 i Garbage si trasferiscono a Friday Harbor, Washington, per scrivere le canzoni per il loro secondo album. Tornati agli Smart Studios per registrare le canzoni, la band si trovò sotto la forte pressione di ripetere il successo dell'album d'esordio. La band decise di non cambiare la loro formula musicale per Version 2.0, che fu completato il 15 febbraio 1998.
Nel 1998 il nuovo album debuttò alla prima posizione nel Regno Unito e al tredicesimo posto nella Billboard 200. Il singolo Push It guadagnò la nona posizione nella hit parade inglese. Il secondo singolo, I Think I'm Paranoid, si piazzò al sesto posto nella classifica americana Modern Rock Tracks mentre Special ricevette 3 nomination ai MTV Europe Music Awards. I Think I'm Paranoid fu usata anche nella colonna sonora di Gran Turismo 2 (in precedenza anche As Heaven Is Wide fu usata per il primo Gran Turismo) e nella pubblicità italiana della Breil Orologi.
Nel 1999 suonarono il tema principale del film della serie di James Bond Il Mondo non basta (The World Is Not Enough), mentre When I Grow Up fu usata per il film Big Daddy - Un papà speciale, e ricevettero due nomination ai Grammy sotto le categorie Album dell'anno e Miglior album rock.

### Beautifulgarbage(2001-2003)

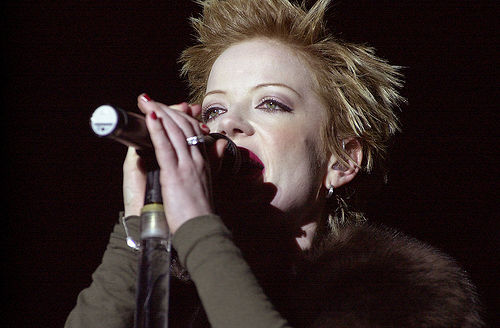
Shirley Manson in concerto nel 2002

Dopo un po' di tempo fuori dagli studi di registrazione, i Garbage si riuniscono il 10 aprile 2001, per lavorare al nuovo disco, e mettere da parte alcune tracce per un album B-side (progetto tuttora non realizzatosi). Durante la registrazione dell'album, i Garbage invocarono una clausola del loro contratto per lasciare la Almo Sounds, e citarono in giudizio la UMG quando questa si rifiutò di dissolvere il contratto. La UMG minacciò di usare il contratto con la Radioactive Records del 1993 di Manson per vincolare i Garbage all'etichetta. La disputa si risolse il 29 luglio 2001 quando i Garbage passarono alla Interscope Records.
I Garbage lanciano il terzo album, Beautifulgarbage, nell'ottobre 2001, che debutta alla #13 nella Billboard 200. Nei primi tre mesi l'album vende 1,2 milioni di copie nonostante la scarsa promozione a causa degli attentati dell'11 settembre 2001 a New York e Washington. Con Beautifulgarbage la band si esprime in tutta la sua ecletticità e innovazione. Negli USA vengono distribuiti i singoli Androgyny, Breaking Up the Girl e Shut Your Mouth, mentre ben 4 singoli sono diffusi in Europa, Regno Unito e Australia (che entrarono tutti nella "top 20" australiana; l'album raggiunse invece la sesta posizione).
I Garbage supportano gli U2 nella terza tappa del loro Elevation Tour. Dopo l'ultimo spettacolo, a Vig viene diagnosticata l'epatite A e viene sostituito da Matt Chamberlain per le date europee. Il singolo Breaking Up the Girl viene usato come colonna sonora per il film di Daria È già college?. L'edizione americana di Rolling Stone colloca l'album nella "Top 10 Album of the Year".

### Bleed Like Me(2003-2006)

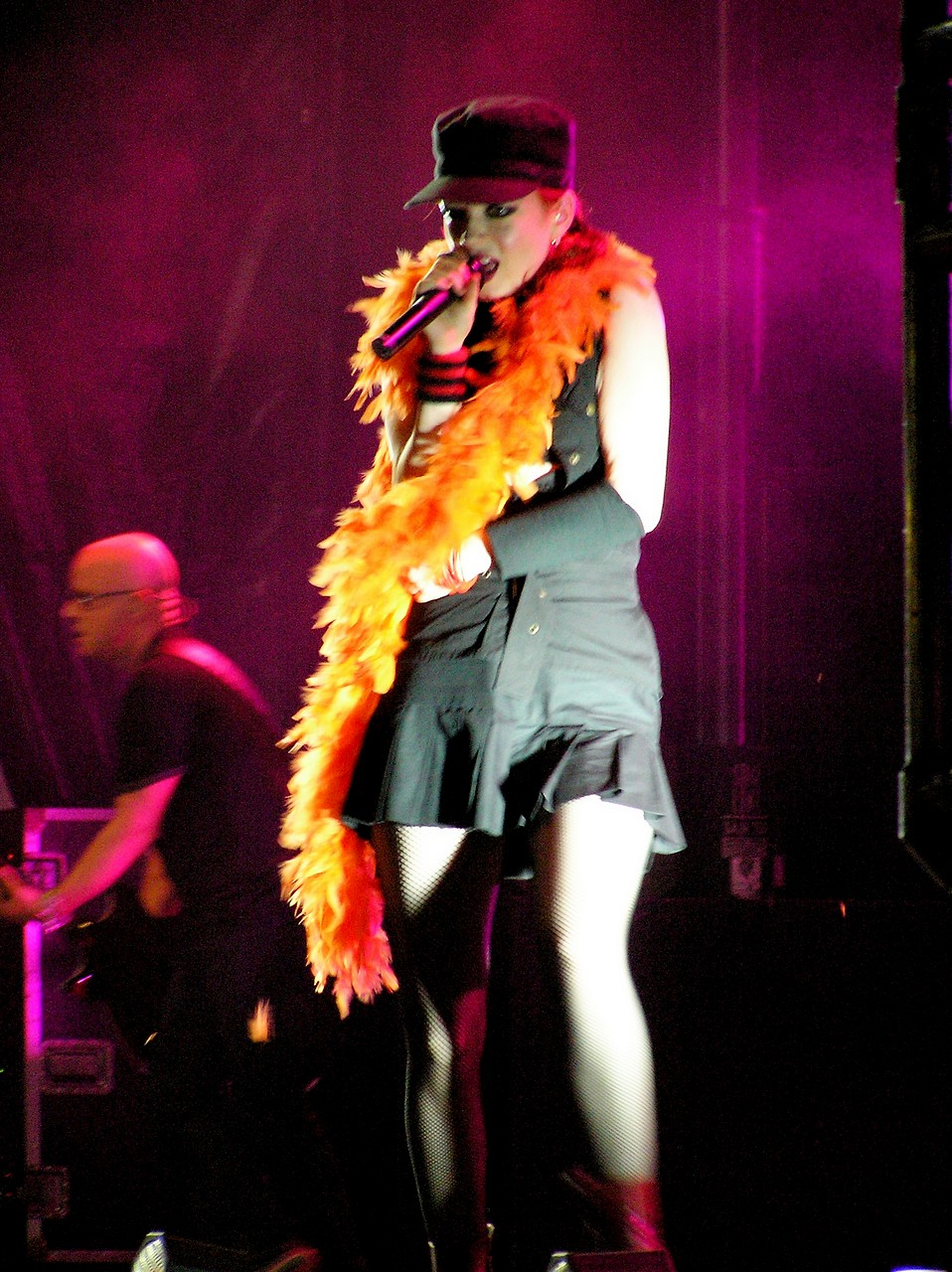
Shirley Manson in concerto nel 2005

I Garbage iniziano a lavorare sul loro quarto album nel marzo 2003, scrivendo Right Between the Eyes in soli 30 minuti. La registrazione per l'album però viene interrotta durante l'estate quando la cantante Shirley Manson ha subito un intervento chirurgico alle corde vocali che le ha impedito di cantare fino ad agosto. In ottobre, a causa della crescente tensione all'interno della band Vig si trasferisce a Los Angeles mentre Manson ritorna in Scozia. Nel corso del periodo di Natale, Vig ha incontrato i fan dei Garbage desiderosi di sapere come stesse andando la registrazione dell'album. Non avendo trovato il coraggio di dire loro che il gruppo era effettivamente diviso, rivela alcuni titoli dei brani. Dopo questo incontro Vig ha capito che c'era ancora qualcosa di possibile da fare per ripristinare l'armonia nella band.
Nel 2004 i Garbage decidono di tornare in studio, e questa volta, sotto suggerimento della casa di discografica, di provare a lavorare con un produttore esterno. I Garbage scelgono John King e iniziano a lavorare su 4 tracce.
Dave Grohl viene invitato a suonare la batteria su Bad Boyfriend che è anche l'unica canzone ad essere quasi completata durante queste sessioni.
Dopo queste sessioni iniziali con John King, i Garbage sentono di aver trovato una direzione e continuano a produrre le tracce successive da sé.
Manson supera il cosiddetto "blocco dello scrittore" e inizia a scrivere anche testi con una vena politica, ispirandosi all'Invasione dell'Iraq del 2003.
L'album è completato il 6 dicembre 2004.
Bleed Like Me viene pubblicato l'11 aprile 2005 (il 12 aprile in Nord America e Francia). In diversi paesi non ha avuto grande successo, ma negli USA ha raggiunto il quarto posto nelle hit-parade, anche grazie al singolo Why Do You Love Me che debutta al #39 nella Modern Rock Tracks, alla 97ª posizione nella Billboard Hot 100 e alla 81ª posizione nella Pop 100. Il titolo originale dell'album doveva essere Hands on a Hard Body, ma Shirley Manson annunciò che il gruppo preferì come titolo Bleed Like Me, che avrebbe meglio reso l'idea di una rinascita dopo un periodo di tensioni e crisi iniziato nell'ottobre 2003. Shirley dichiarò anche che l'album in questione avrebbe compreso alcune canzoni in stile hard rock, ma anche un ritorno dell'ecletticità che rese celebre Beautifulgarbage.
Nonostante il parziale successo dell'album, il tour promozionale dell'album riscuote enorme successo, registrando il tutto esaurito alla vendita dei biglietti.
Alla fine del tour la band ha confermato la volontà di andare "in pausa a tempo indeterminato" per dissipare le notizie di uno scioglimento del gruppo.

### Absolute Garbage(2007-2009)
I Garbage iniziano a lavorare su nuove canzoni tra febbraio e marzo 2007 nello studio di Vig, sessione che porta al completamento di quattro brani tra cui Tell Me Where It Hurts. Absolute Garbage, la prima compilation dei più grandi successi della band, è stata pubblicata nel mese di luglio. Dalla compilation è stato pubblicato il singolo Tell Me Where It Hurts per il quale è stato filmato un video, diretto da Sophie Muller.
Il gruppo si incontra nuovamente nel settembre del 2008 per lavorare sul brano Witness to Your Love per una compilation venduta nei soli Stati Uniti dal 15 ottobre 2008 al 31 gennaio 2009.

### Il ritorno sulle scene eNot Your Kind of People(2010-2013)
Dopo un periodo in cui i componenti del gruppo si dedicano a progetti personali, Vig dichiara che i Garbage già a metà del 2008 stavano pensando ad un quinto album, dicendo: "Ci stiamo pensando... Penso che siamo più interessati a fare qualcosa di molto più primitivo. Absolute Garbage è il poscriptum al capitolo uno. Qualunque cosa faremo sarà sicuramente il capitolo due".
Il 1º febbraio 2010, attraverso il proprio profilo ufficiale di Facebook, la cantante del gruppo Shirley Manson conferma di aver trascorso una settimana in studio con i suoi compagni al fine di incidere il loro quinto album di inediti. È inoltre confermato che gli Smart Studios a Madison sono stati chiusi nel marzo 2010.
La band dichiara si ritrova in studio nell'ottobre 2010 per iniziare a lavorare al quinto album, Not Your Kind of People. Nel 2011 i Garbage contribuiscono a AHK-toong BAY-bi Covered, un album tributo che celebra i 20 anni dalla pubblicazione del disco degli U2 Achtung Baby, con la cover Who's Gonna Ride Your Wild Horses. L'album di tributo è messo in vendita su iTunes.
Il 28 novembre 2011 il gruppo dichiara su Facebook che l'album è stato completato.
Nell'intervista per Billboard la band dichiara di aver intenzione di pubblicare l'album tra marzo e aprile 2012.
Il 23 gennaio 2012 il gruppo annuncia l'apertura della nuova etichetta discografica indie StunVolume, di proprietà della band stessa, che si occuperà della pubblicazione dell'album.
Il 30 gennaio 2012 il sito di NME riporta che i Garbage inizieranno il loro nuovo tour a Londra il 9 maggio 201]. Inoltre è confermato il titolo dell'album, Not Your Kind of People, ed è indicata la data di pubblicazione, prevista per il 14 maggio 2012. Not Your Kind of People, la title track, è inoltre scelta come canzone principale nel videogioco Metal Gear Solid V: The Phantom Pain, la cui uscita è prevista per il 2013. Il disco è accolto positivamente dalla critica e raggiunge la posizione numero 13 di Billboard e la 10 della UK Albums Chart.
Nel corso del 2012 il gruppo partecipa a svariati festival europei, tra cui l'Hultsfred Festival, il Southside Festival, l'Hurricane Festival e il Northside Festival. La pubblicazione del primo singolo estratto da Not Your Kind of People, intitolato Blood For Poppies, avviene in download gratuito dal sito della band, in particolare per ringraziare i fan per i sette anni di attesa.

### Pubblicazioni per il Record Store Day (2013-2015)
I Garbage e gli Screaming Females registrano una cover del brano Because the Night di Patti Smith per il Record Store Day del 2013; il pezzo è accompagnato da un video musicale diretto da Sophie Muller. La band pubblica il suo primo DVD dal vivo, One Mile High... Live, nel maggio 2013. Qualche mese dopo Shirley Manson conferma che il gruppo pubblicherà due altri brani inediti in occasione del Record Store Day successivo, il 19 aprile 2014. Girls Talk, inedito tratto dalle sessioni di Absolute Garbage, è registrato nuovamente per consentire a Brody Dalle di inserire la sua parte vocale ed è supportato da un inedito tratto dalle sessioni di Not Your Kind of People, intitolato Time Will Destroy Everything.
Nel 2014 Manson conferma che la band sta lavorando ad un libro e che il prossimo disco sarà il suo "romanzo d'amore". Il 23 gennaio 2015 i Garbage confermano di aver registrato due nuove canzoni per il Record Store Day del 2015; The Chemicals, che include la voce di Brian Aubert dei Silversun Pickups, è pubblicato il 18 aprile seguente. La band si esibisce al Pal Norte Rock Festival di Monterrey, in Messico, il 25 aprile 2015.
Il 2 ottobre 2015 la band pubblica l'edizione deluxe del suo disco d'esordio, per commemorarne il ventennale dall'uscita. L'album è per l'occasione rimasterizzato a partire dai nastri originali, con l'inclusione di tutti i lati b, che sono compresi nella pubblicazione. Si tiene poi il tour 20 Years Queer, durante il quale Vig annuncia che il missaggio del nuovo disco sarà ultimato il 1º febbraio 2016 e che il nuovo lavoro in studio sarà sostenuto da un tour il cui inizio è in programma per l'estate del 2016. Nell'aprile 2013 Butch Vig, produttore e batterista, annuncia l'intenzione di pubblicare un nuovo album con la band nel 2014, senza lasciare trascorrere troppo tempo dalla pubblicazione di Not Your Kind of People. Sebbene non avesse nuove canzoni già pronte, il gruppo aveva intenzione di tornare in sala di registrazione a partire dal mese di giugno. In realtà la lavorazione dell'album è in seguito posticipata a causa degli impegni di Vig con la registrazione del nuovo album dei Foo Fighters e del fatto che il 2 ottobre 2015 la band ha pubblicato l'edizione deluxe dell'album di debutto.

### Strange Little Birds(2016-2018)

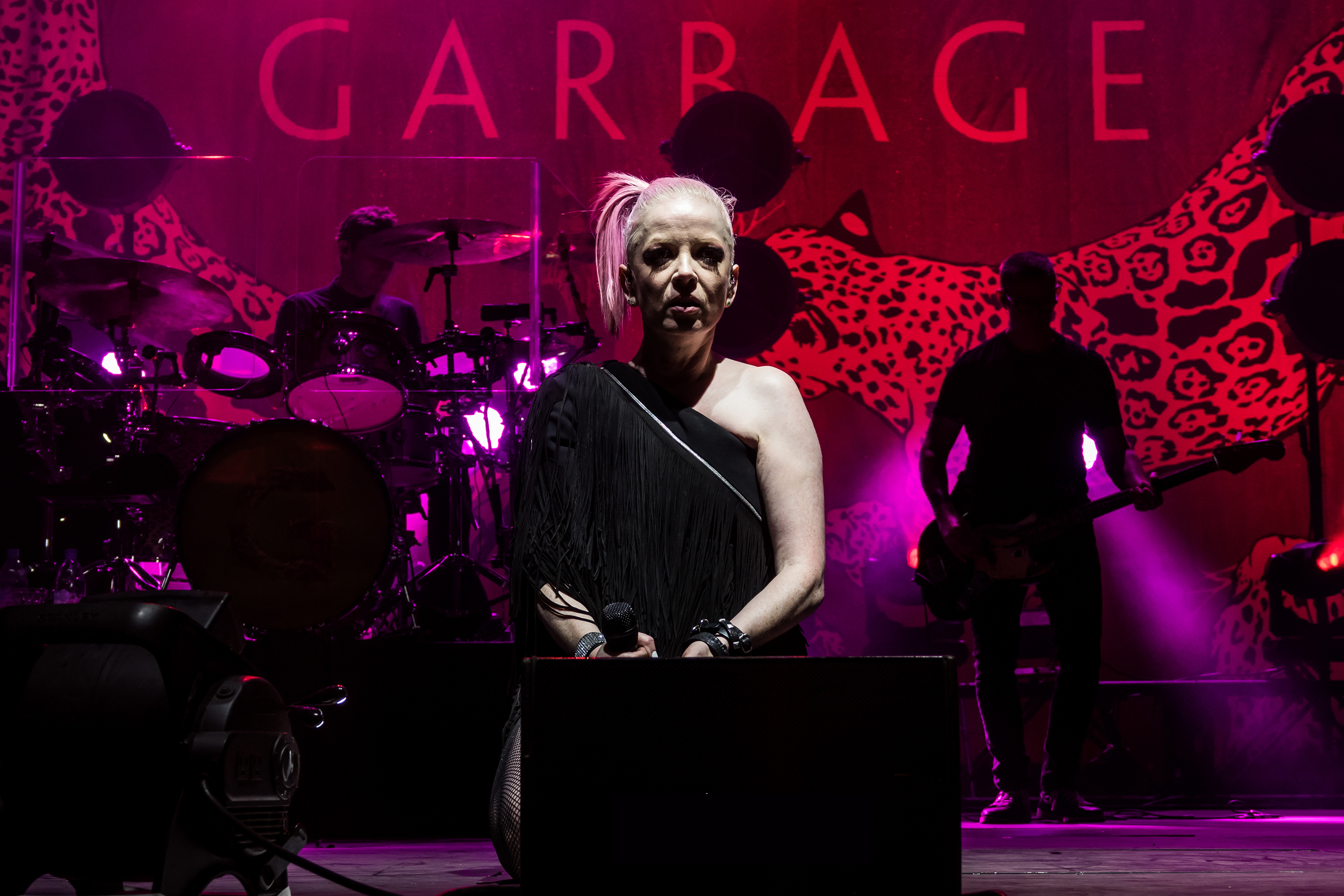
I Garbage in tour a Hollywood nel 2016.

Il 6 febbraio 2016 i Garbage rendono noto tramite la propria pagina Facebook ufficiale che il missaggio del nuovo disco è quasi completato. Vig conferma anche il titolo di una nuova canzone, Even Though Our Love is Doomed. Tre giorni dopo i Garbage comunicano di aver completato il nuovo album, intitolato Strange Little Birds, la cui data di pubblicazione è fissata per il 10 giugno 2016. Il primo singolo estratto dall'album è Empty.
Il 10 marzo 2016 il sito Rolling Stone annuncia la lista completa dei brani dell'album. Nel corso del tour del 2016, la band si esibisce l'8 giugno al Fabrique di Milano, il 2 novembre all'Obihall di Firenze e il 3 novembre al Gran Teatro Geox di Padova. I concerti a Milano e Firenze sono aperti dai Giorgieness, quello a Padova da Pietro Berselli.

### Version 2.0: 20th Anniversarye nuovo album (dal 2018)
Nel maggio 2018 la band comunica che pubblicherà una nuova edizione di Version 2.0, il secondo disco, in occasione del ventennale della sua uscita, come fatto per l'album di debutto. Contestualmente annuncia un tour celebrativo del ventennale di Version 2.0, che parte il 31 agosto seguente, e comunica l'inizio dei lavori per il nuovo album di inediti.

## Discografia

### Album in studio
- 1995 – Garbage
- 1998 – Version 2.0
- 2001 – Beautifulgarbage
- 2005 – Bleed Like Me
- 2012 – Not Your Kind of People
- 2016 – Strange Little Birds
- 2021 – No Gods No Masters
- 2025 – Let All That We Imagine Be the Light

### Raccolte
- 2007 – Absolute Garbage
- 2012 – Absolute Collection
- 2022 – Anthology
- 2024 – Copy-Paste

## Tournée
Nella prima parte della loro carriera, i Garbage hanno effettuato tre tournée – una per ogni album – e ognuna di queste è durata dai 15 ai 20 mesi. Durante tali eventi, hanno ospitato nei loro spettacoli, situati in club e stadi, artisti come The Smashing Pumpkins, No Doubt, Alanis Morissette, U2 e Red Hot Chili Peppers e con alcuni di questi si sono esibiti in kermesse come il Big Day Out, il Glastonbury Festival o il Roskilde Festival. Durante la promozione del disco Bleed Like Me, nel luglio 2005 si sono esibiti a Trieste nella famosa Piazza Unità d'Italia, in diretta sull'emittente MTV per il festival Isle of MTV, che ha visto la partecipazione anche di Chemical Brothers, Snoop Dogg, Flipsyde e Meg.
La tournée Bleed Like Me, nome ispirato al quarto album che viene promosso, è iniziata nel marzo 2005, ma nell'agosto dello stesso anno sono state cancellate le date rimanenti dello show in Europa, conclusosi pertanto nell'ottobre 2005 in Australia.

## Formazione

### Formazione attuale
- Shirley Manson – voce, chitarra, (1992-presente)
- Duke Erikson – chitarra, tastiere, basso, cori (1994-1998; 2005-presente)
- Steve Marker – chitarra,  tastiere, basso, cori (2005-presente)
- Butch Vig - batteria, cori (1992-2002; 2003-presente)

### Ex componenti
- Eric Avery – basso, chitarra, tastiere (2005–2022)
- Daniel Shulman – basso (1992-2005)
- Matt Walker – batteria (2002, 2017, 2019) in sostituzione di Vig
- Matt Chamberlain – batteria (2002-2003)

## Premi e nomination
I Garbage sono stati nominati ben sette volte al Premio Grammy, una delle più prestigiose onorificenze in ambito musicale; tuttavia, non sono mai riusciti a trionfare in alcuna edizione.
Candidati doppiamente ai BRIT Awards del 1996, vantano due BMI Awards, un MTV Europe Music Awards e un MTV Video Music Awards.